# Самюель Наньїн
Самюель Наньїн (фр. Samuel Hnanyine, нар. 1 березня 1984) — таїтянський футболіст, нападник клубу «Дрегон» та національної збірної Таїті.

## Клубна кар'єра
У дорослому футболі дебютував 2002 року виступами за команду клубу «Теара», в якій провів дев'ять сезонів.
До складу клубу «Дрегон» приєднався 2011 року.

## Виступи за збірну
2013 року дебютував в офіційних матчах у складі національної збірної Таїті. Наразі провів у формі головної команди країни 2 матчі, забивши 1 гол.
У складі збірної був учасником розіграшу Кубка конфедерацій 2013 року у Бразилії.